# Husajn Ajjari
Husajn Ajjari, Hassine Ayari (ar. حسين عياري; ur. 4 lipca 1985) – tunezyjski zapaśnik walczący w stylu klasycznym. Olimpijczyk z Londynu 2012, gdzie zajął dziewiąte miejsce w kategorii 96 kg.
Piąty na igrzyskach śródziemnomorskich w 2009. Siedmiokrotnie stawał na podium mistrzostw Afryki, w tym trzy razy na najwyższym stopniu: w 2009, 2011 i 2012. Wicemistrz igrzysk panarabskich w 2011 i mistrzostw arabskich w 2010 roku
- Turniej w Londynie 2012

W pierwszej rundzie miał wolny los a potem pokonał Marokańczyka Choucri Atafi i przegrał z Kubańczykiem Yuniorem Estradą